# کنشویچه ماوه
کنشویچه ماوه (به لهستانی:  Knyszewicze Małe) یک روستا در لهستان است که در گمینا شوجاوووو واقع شده‌است.